# Kamienica przy ul. Wojciecha Korfantego 31 w Bytomiu
Kamienica przy ul. Wojciecha Korfantego 31 w Bytomiu – kamienica z około 1890 roku w Bytomiu, wpisana do rejestru zabytków nieruchomych województwa śląskiego.

## Historia
Kamienica została wzniesiona około 1890 roku w stylu neorenesansowym przy ówczesnej Kluckowitzer Straße. 28 lutego 1994 obiekt został wpisany do rejestru zabytków nieruchomych pod numerem rejestru A/1556/94 (obecnie nr rej. A/1375/24). W budynku mieściło się m.in. przedszkole nr 1, a także siedziba przedsiębiorstwa Deli Lampex. 16 stycznia 1991 roku doszło do włamania do przedszkola, a 23 maja 1998 roku włamano się od zaplecza do hurtowni elektrotechnicznej Deli i skradziono 4 tysiące złotych.
Pomimo stanu zewnętrznego (m.in. odpadający tynk) kamienica nie groziła zawaleniem (stan na 2018 rok).

## Galeria

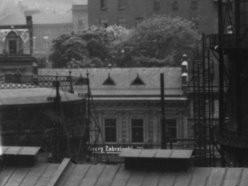
Budynek przed 1939 rokiem, widoczne niezachowane lukarny oraz napis na elewacji
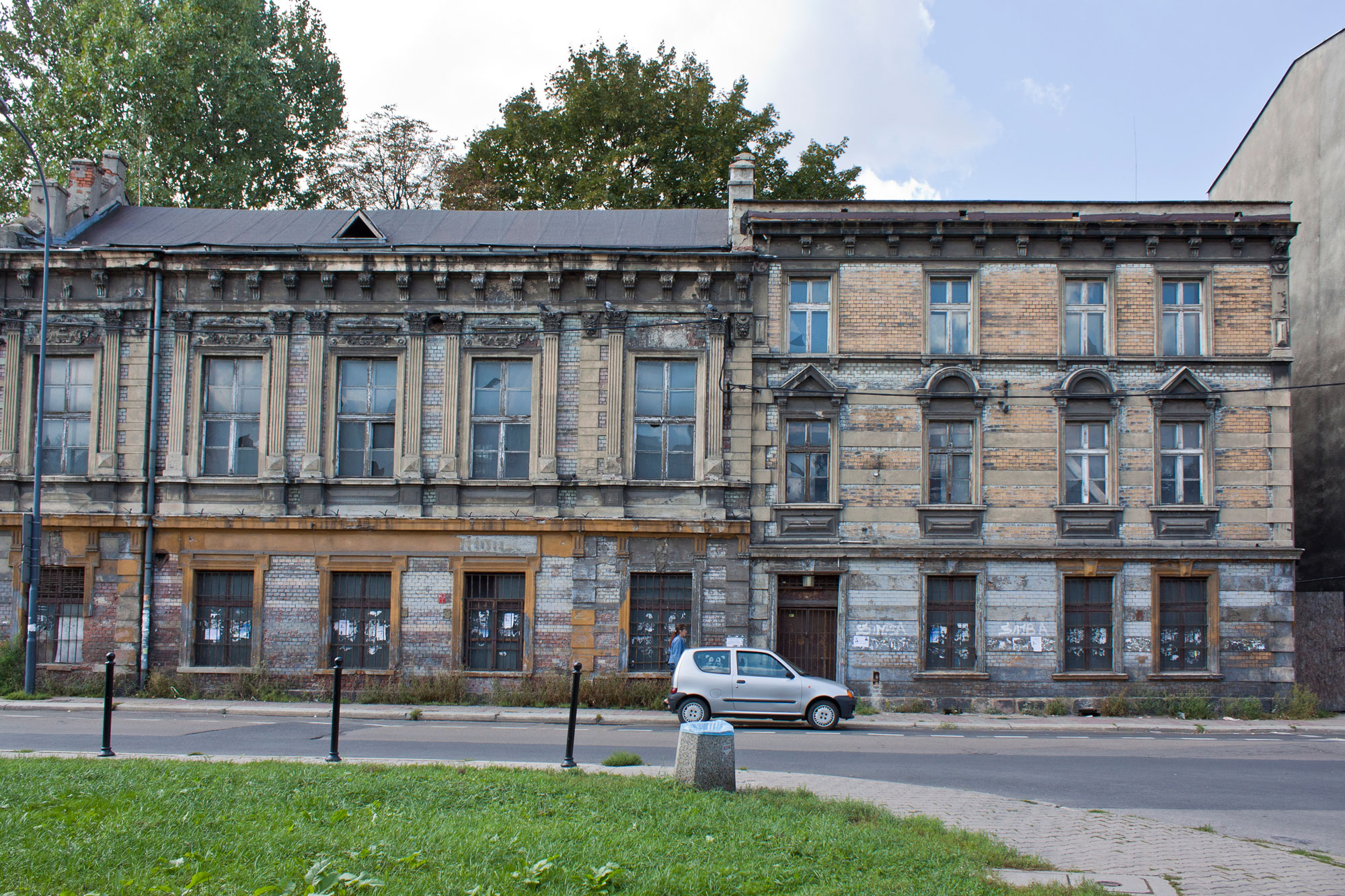
Fasada (2011)
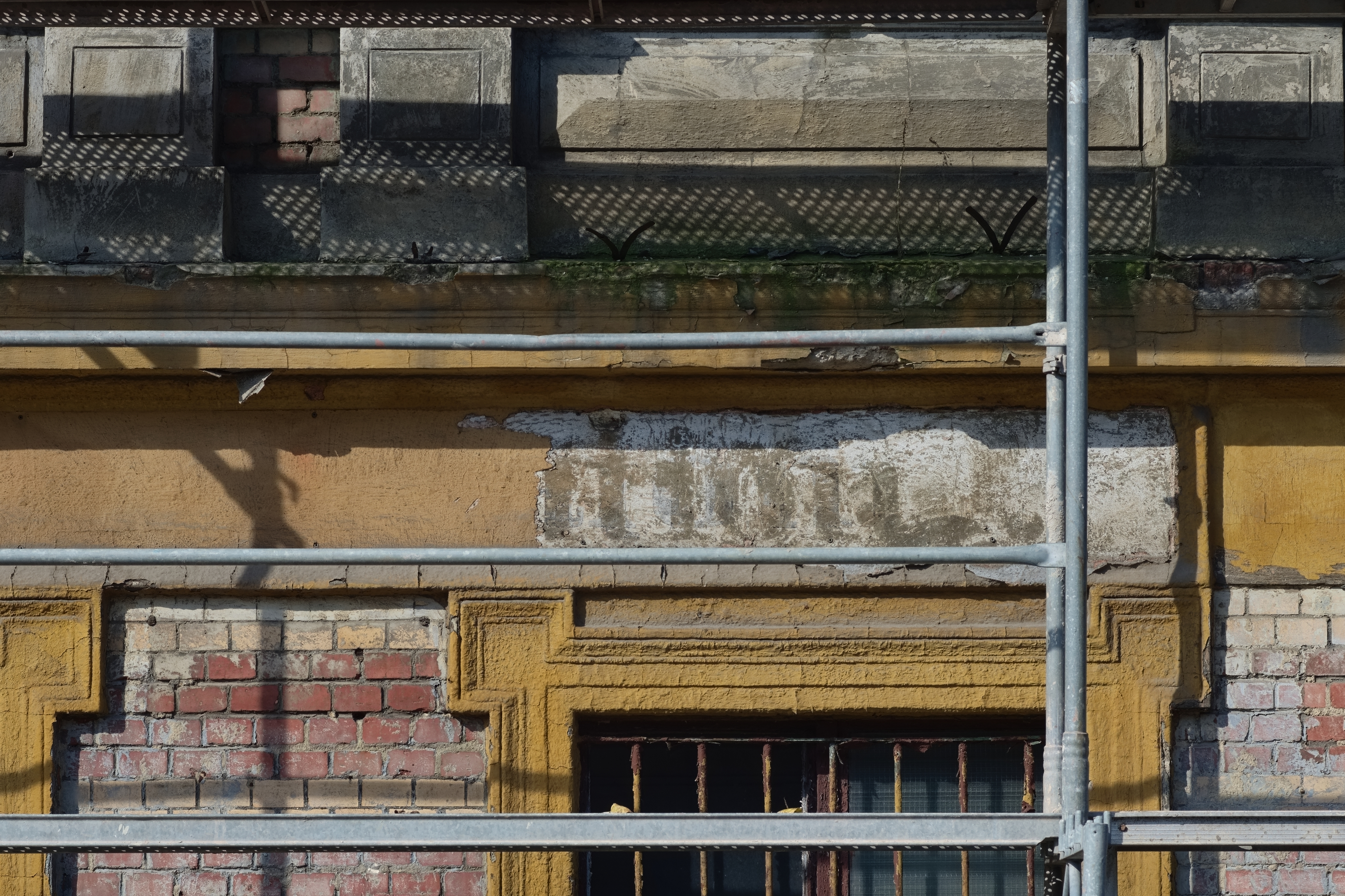
Fragment zachowanego napisu na fasadzie (2023)
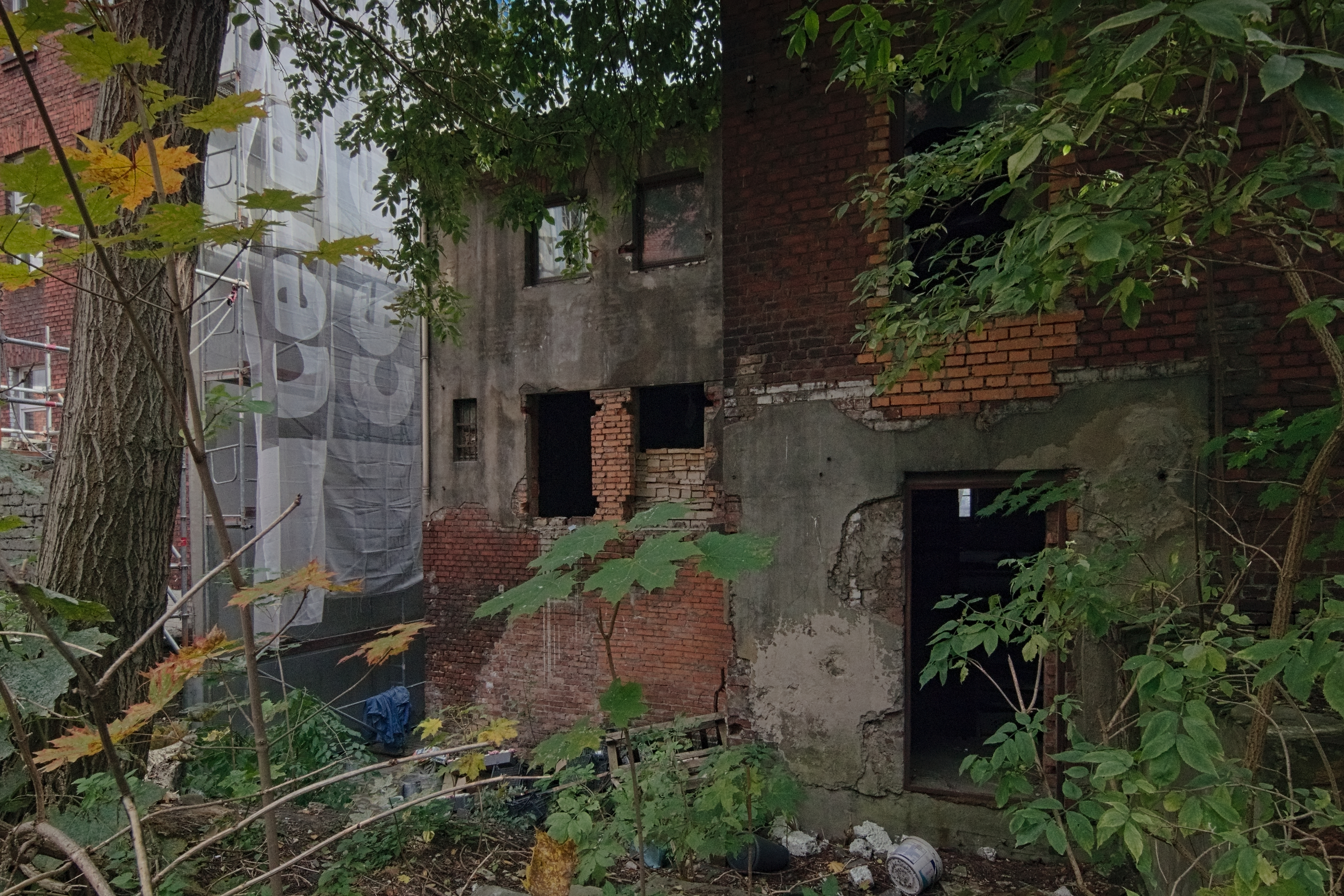
Elewacja zachodnia (2022)
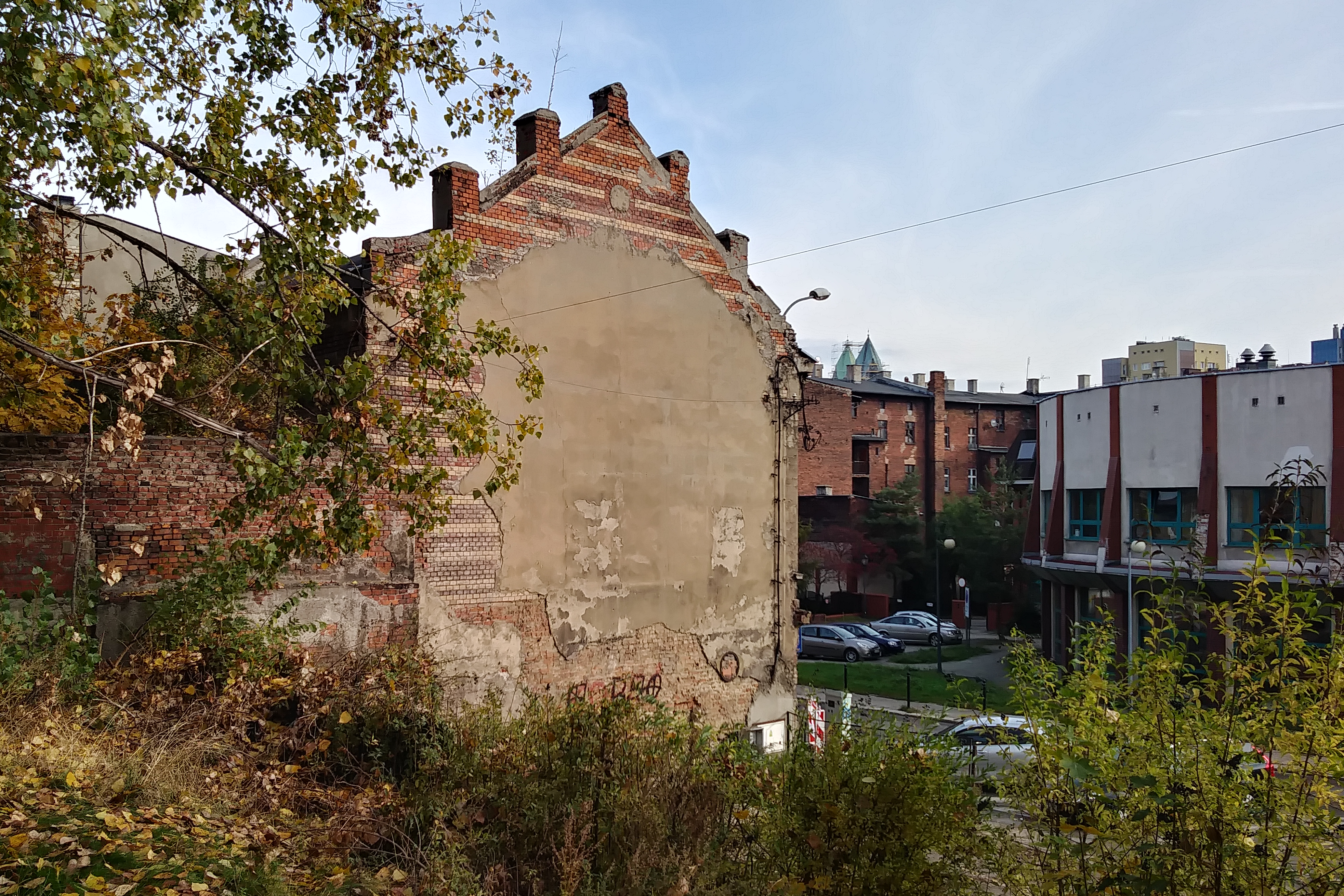
Elewacja południowa (2018)
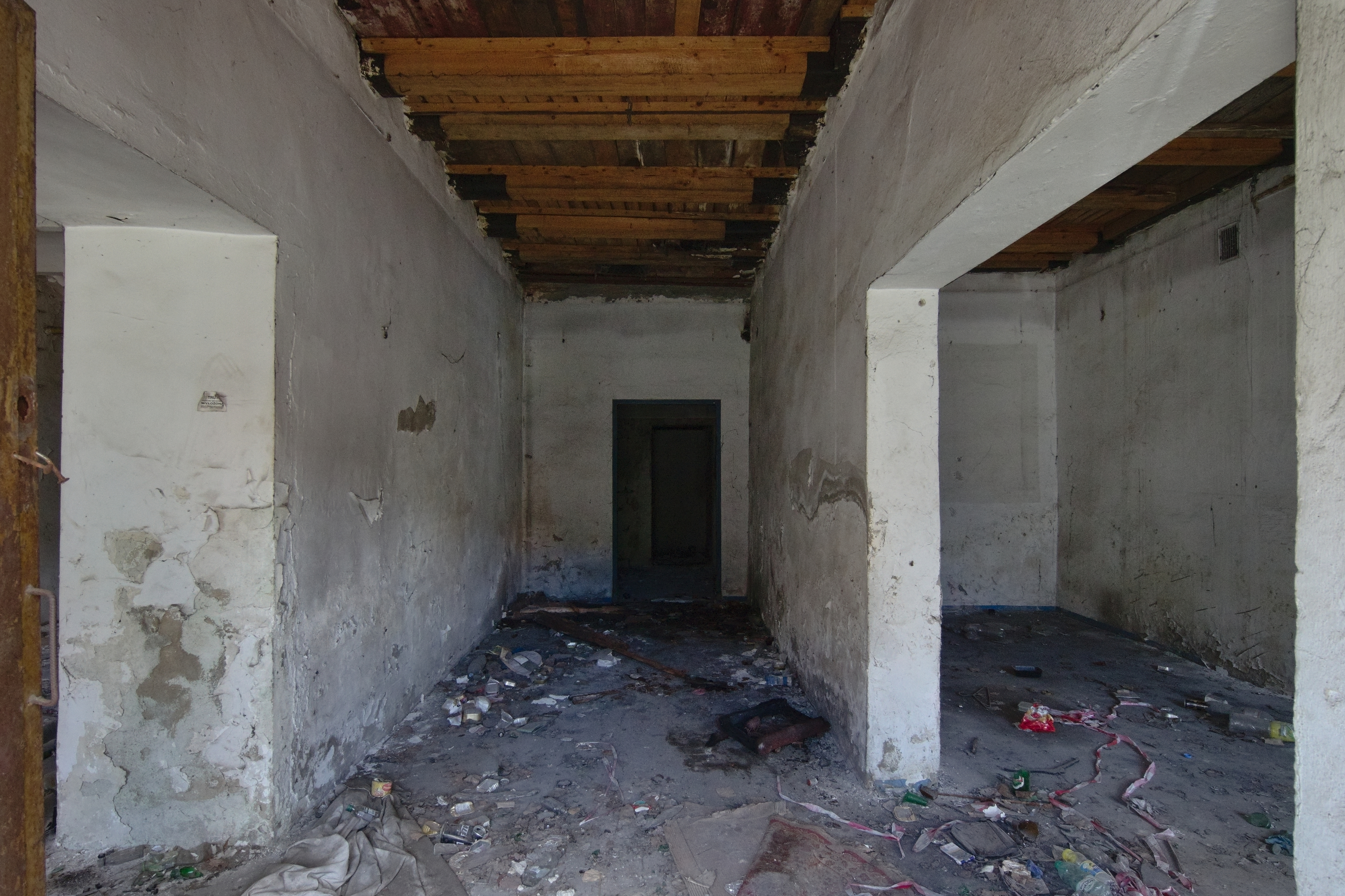
Parter (2022)
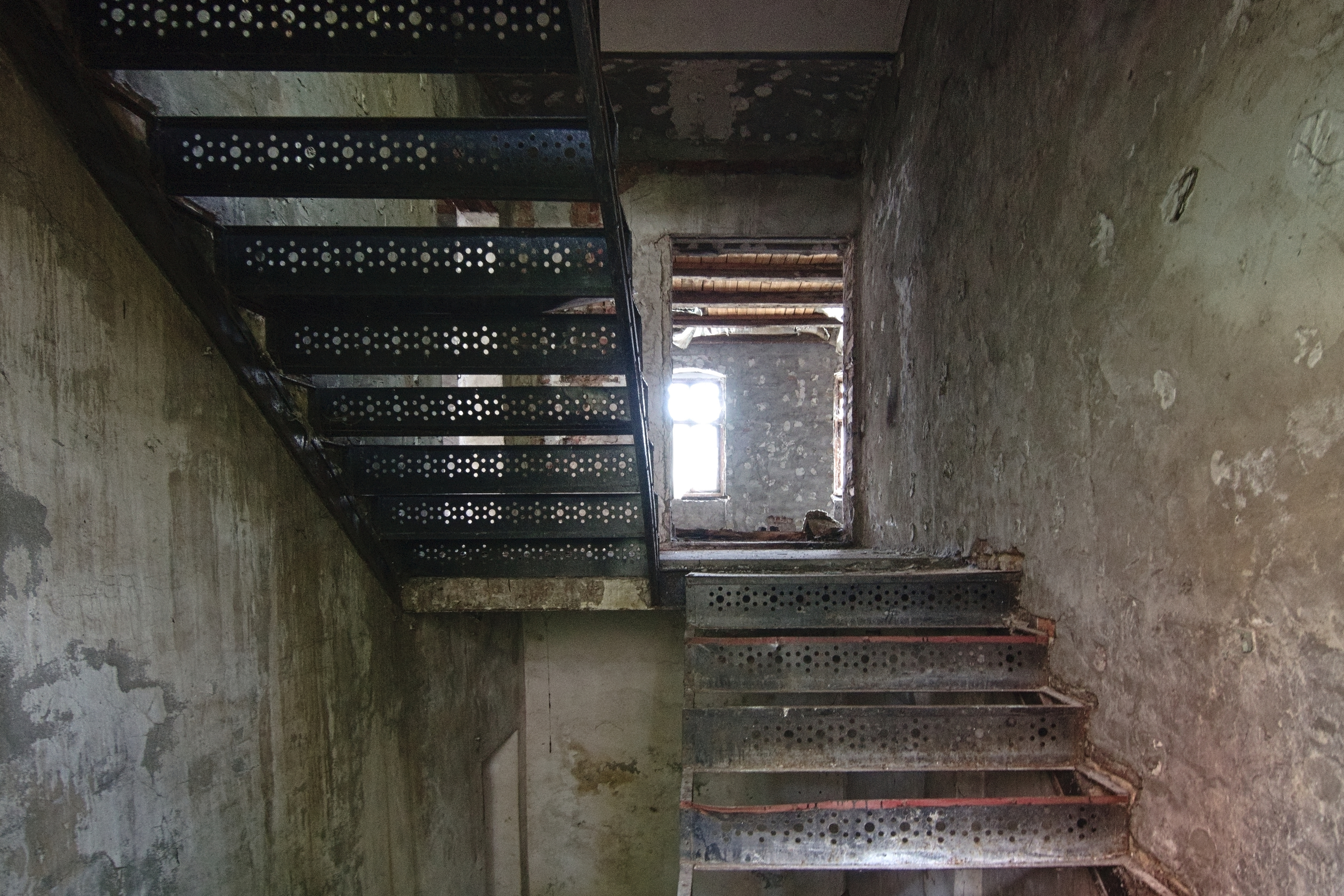
Klatka schodowa (2022)
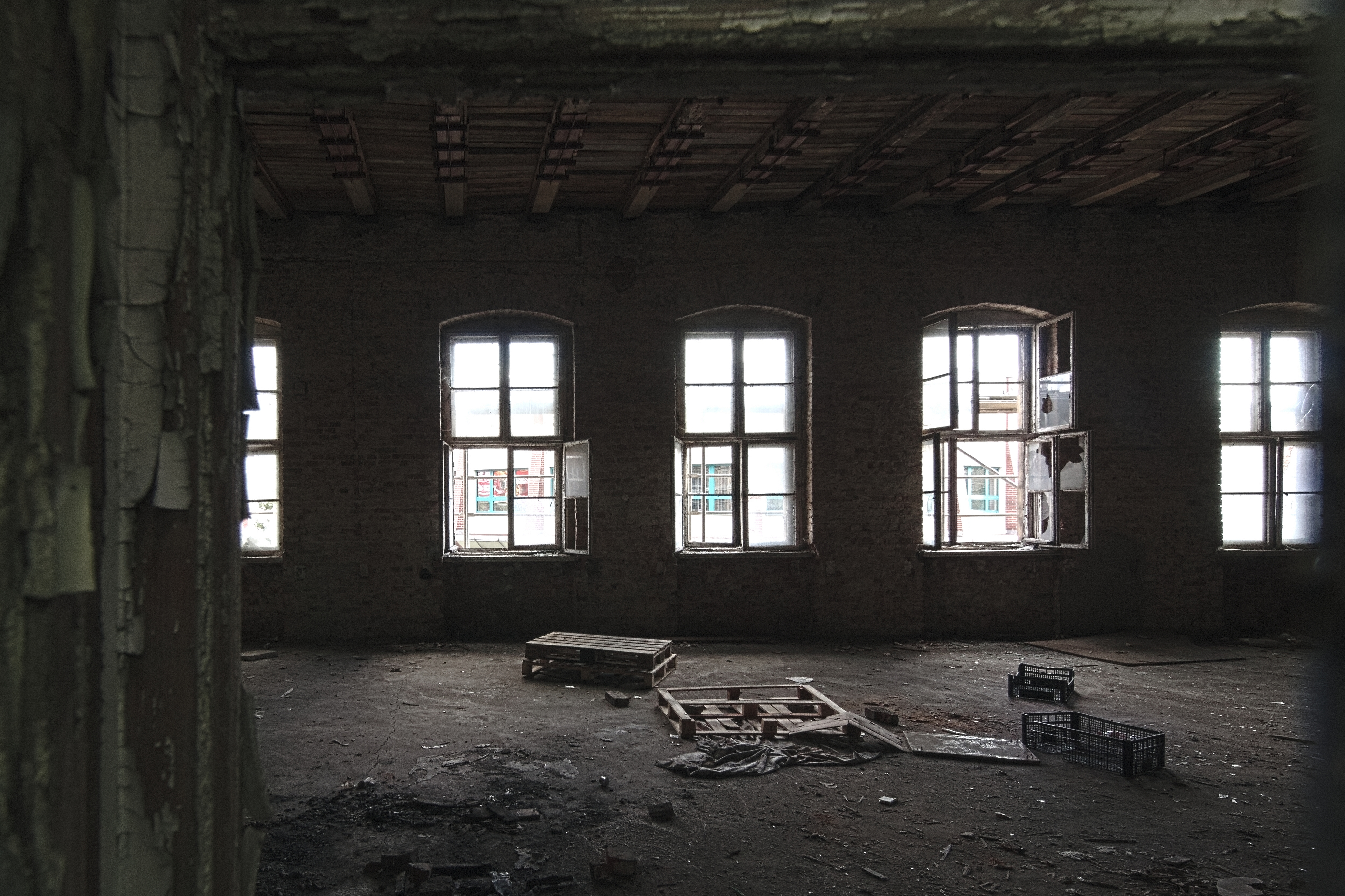
Sala na pierwszym piętrze (2022)